# Liechtensteiner-Cup 1995-1996
La Liechtensteiner-Cup 1995-1996 è stata la 51ª edizione della coppa nazionale del Liechtenstein conclusa con la vittoria finale del Vaduz, al suo ventiseiesimo titolo.
Della competizione è noto solo il risultato della finale.

## Finale
| Triesen | Vaduz | 1 – 0 | USV Eschen/Mauren |  |